# Michel Vaillant (série télévisée d'animation)
Pour les articles homonymes, voir Michel Vaillant (homonymie) et Vaillant.
Michel Vaillant (Heroes on Hot Wheels) est une série télévisée d'animation franco-américaine en 65 épisodes  soit 1 saison de 26 minutes, créée d'après la série de bande dessinée éponyme de Jean Graton, produite par La Cinq, C&D, Jingle, Hit et Jetlag Productions diffusion en syndication.
En France, la série a été diffusée à partir de 1991 sur Canal J. Rediffusée à partir du 11 octobre 1997 sur France 2 et en 2012 sur Disney XD. 
L'intégralité des 65 épisodes a été écrite par Patrick Vanetti et Dominique Privé.
La réalisation est signée Christian Ligan.

## Historique
Le dessin-animé devait être diffusé sur La Cinq en décembre 1990 - janvier 1991, comme l'annonçaient la chaîne le 15 août 1990, avant d'être déprogrammé. 
Michel Vaillant est la conséquence des quotas de production française imposés à la fin des années 1980. La Cinq produira ainsi plusieurs dessins animés dont Manu, Bucky O'Hare, Barnyard Commandos et La petite boutique. Les deux derniers n'ayant pu être diffusés pour cause de dépôt de bilan, c'est M6 qui les récupèrera pour les diffuser en 1992-1993 dans M6 Kid.
En 1992, la disparition de la Cinq est la cause de la fermeture de nombreuses sociétés de productions. Et en 1993, Jingle fait faillite.

## Voix françaises
- Michel Vigné : Michel Vaillant
- Michel Le Royer : Henri Vaillant
- Pierre Laurent : Franck, Fox
- Jean-Claude Donda : Quincy, Bob Cramer, Steve Warson
- Sandrine Fougère :	Hanna, Julie
- Henry Djanik : Le leader
- Sylvie Moreau : Ruth Wong
- Claude Vallois : Générique français

## Épisodes
1. Urgence à San Carlos
2. La course extrême
3. Chocs
4. Carnaval à Venise
5. Vaillant contre Vaillant
6. Pilote d'acier
7. Le rallye d'Australie
8. L'île du danger
9. Opération Burgos
10. Mission Koursk en danger
11. Plein pot à Paris
12. La panaméricaine
13. Le secret du vol du Kodou
14. Meeting G
15. Anna et le gang
16. Grand Nord
17. Les vacances d'Henri
18. L'espion
19. Commandant Arthur
20. L'homme bleu
21. Trafic
22. Flagrant délit
23. Une fugue
24. Intelligence artificielle
25. Tunnel
26. Collection Boscov, joyaux de la couronne
27. Cascades
28. Le virage de l'angoisse
29. Surexposé les otages
30. Le record de vitesse
31. Arrêtez le feu
32. Max et sa bande
33. Menace dans les marais
34. Team Avenger
35. Double ennui machination
36. Tentation
37. Poupée de platine
38. Menace à Tahoe
39. Le meilleur des deux
40. A quel prix
41. La course des îles
42. Le rallye de Lakeside
43. La rencontre des camions
44. La vallée de feu
45. Despérados du Far West
46. Le Baja Bash
47. Le lièvre et le lion
48. Question d'honneur
49. Mission impossible
50. Les royales
51. La meilleure amie de Michel
52. Vengeance
53. L'or des Yanomanis
54. Urgence à San Francisco
55. Les hommes du feu
56. Poids lourds
57. Titre inconnu
58. Titre inconnu
59. Titre inconnu
60. Titre inconnu
61. Titre inconnu
62. Titre inconnu
63. Titre inconnu
64. Titre inconnu
65. Titre inconnu

## Commentaires
Les droits audiovisuels sont détenus, d'après Graton Editeur, par Disney, qui ne les exploite plus. Aucune chance pour l'instant d'avoir une sortie DVD.